# Maciej Bodnar
Maciej Bodnar (* 7. März 1985 in Oława) ist ein ehemaliger polnischer Radrennfahrer.

## Karriere

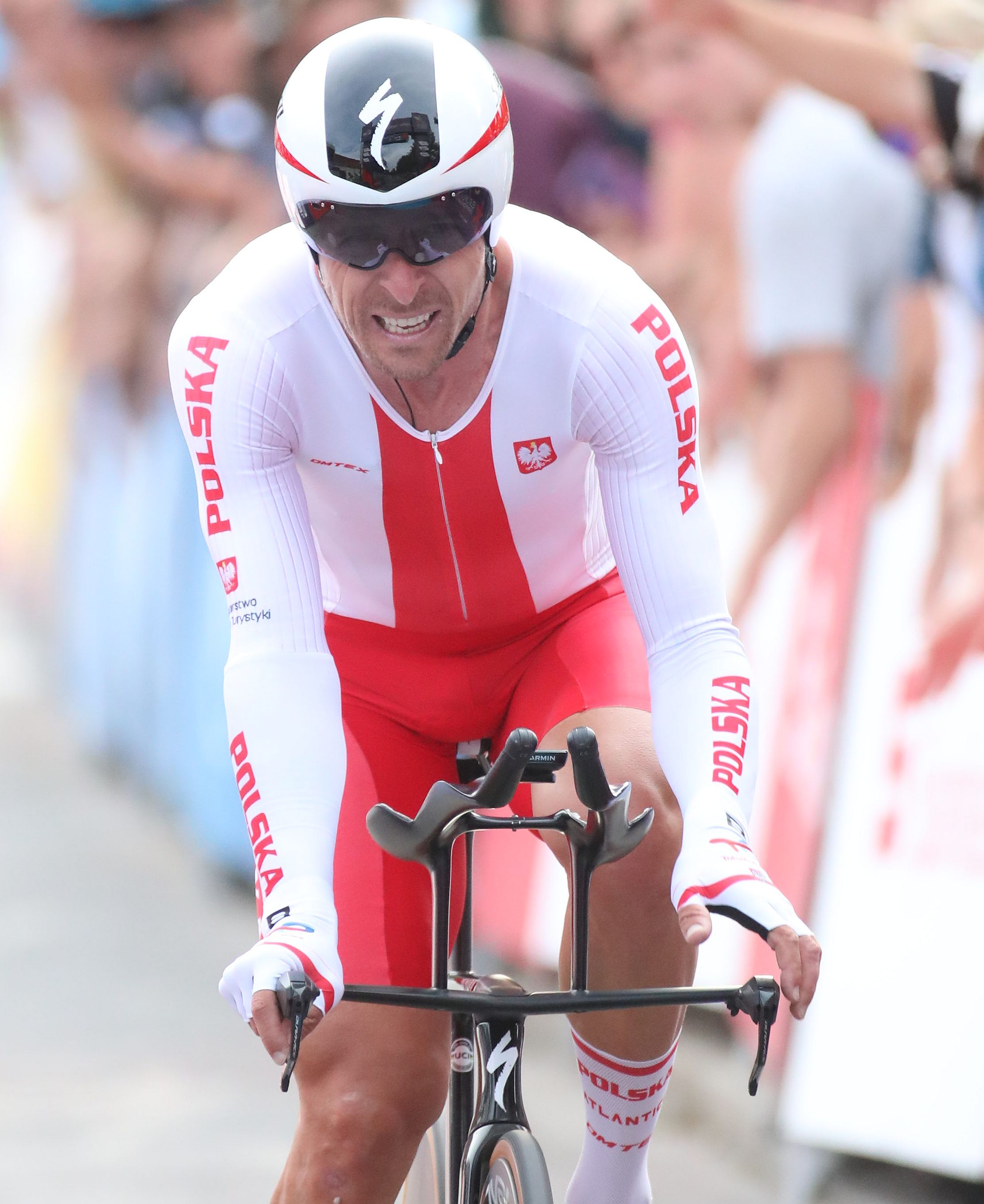
Bodnar bei den European Championships 2022

Maciej Bodnar begann seine internationale Karriere 2005 bei dem Continental Team Moser-AH-Trentino, wo er eine Saison fuhr. In der Saison 2006 wurde er polnischer Zeitfahrmeister der U23-Klasse und nahm im Herbst an den Straßen-Radweltmeisterschaften in Salzburg teil. Beim U23-Zeitfahren wurde er 45. und im Straßenrennen belegte er den 84. Rang. 2007 verteidigte Bodnar seinen nationalen Zeitfahrtitel. Außerdem gewann er wenig später den Grand Prix Bradlo. Daraufhin wurde er Stagiaire bei Liquigas, wo er zur Folgesaison einen Profivertrag bekam und insgesamt acht Jahre unter Vertrag stand. 2009 wurde er erstmals polnischer Meister im Einzelzeitfahren in der Elite, bis zum Karriereende gewann er den Titel noch siebenmal. Er wurde für die Olympische Sommerspiele 2012 nominiert, wo er im Einzelzeitfahren den 25. und im Straßenrennen den 83. Platz belegte. Den ersten Sieg als Radprofi erzielte er bei den Drei Tagen von De Panne 2014 mit dem Gewinn des Abschlusszeitfahrens.
Zur Saison 2015 wechselte Bodnar zum Team Tinkoff-Saxo. Bei der Polen-Rundfahrt 2015 im Rahmen der UCI-WorldTour gewann er auf der vierten Etappe den Sprint einer dreiköpfigen Ausreißergruppe. Bei den Olympischen Sommerspielen 2016 wurde er Sechster im Zeitfahren, das Straßenrennen beendete er nicht. Bei den Weltmeisterschaften verpasste er im Einzelzeitfahren um sechs Sekunden Bronze. Bei den Drei Tagen von De Panne 2016 gewann er erneut das Abschlusszeitfahren.
Ab der Saison 2017 ging Bodnar für das deutsche UCI WorldTeam Bora-hansgrohe an den Start, bei dem er vorrangig für Helferaufgaben eingesetzt wurde. 2017 errang Maciej Bodnar bei den Europameisterschaften mit zwei Sekunden Rückstand auf Victor Campenaerts Silber. Nachdem er bei der Tour de France 2017 auf der 11. Etappe nach einem Ausreißversuch 300 Meter vor dem Ziel gestellt wurde, gewann Bodnar das Einzelzeitfahren der 20. Etappe um Marseille und erzielte damit den größten Erfolg seiner Karriere. Bei seiner dritten Teilnahme an den Olympischen Sommerspielen belegte er in Tokio den 18. Platz im Einzelzeitfahren, im Straßenrennen kam er nicht ins Ziel.
2022 und 2023 fuhr Bodnar die letzten beiden Jahre seiner Karriere für das UCI ProTeam TotalEnergies, blieb aber ohne einen weiteren Sieg. Nach der Saison 2023 beendete er im Alter von 38 Jahren seine Karriere als Radrennfahrer.

## Ehrungen
2014 wurde Bodnar mit dem Verdienstkreuz der Republik Polen in Bronze ausgezeichnet.

## Erfolge
2006
- Polnischer Meister – Einzelzeitfahren (U23)

2007
- Polnischer Meister – Einzelzeitfahren (U23)
- Grand Prix Bradlo

2009
- Polnischer Meister – Einzelzeitfahren

2010
- Mannschaftszeitfahren Settimana Internazionale

2012
- Polnischer Meister – Einzelzeitfahren

2013
- Polnischer Meister – Einzelzeitfahren

2014
- eine Etappe Drei Tage von De Panne

2015
- eine Etappe Polen-Rundfahrt

2016
- eine Etappe Drei Tage von De Panne
- Polnischer Meister – Einzelzeitfahren

2017
- eine Etappe Tour de France
- Europameisterschaft – Einzelzeitfahren

2018
- Polnischer Meister – Einzelzeitfahren
- Mannschaftszeitfahren Czech Cycling Tour

2019
- Polnischer Meister – Einzelzeitfahren

2021
- Polnischer Meister – Einzelzeitfahren

## Grand-Tour-Platzierungen
| Grand Tour            | 2008 | 2009 | 2010 | 2011 | 2012 | 2013 | 2014 | 2015 | 2016 | 2017 | 2018 | 2019 | 2020 | 2021 | 2022 |
| --------------------- | ---- | ---- | ---- | ---- | ---- | ---- | ---- | ---- | ---- | ---- | ---- | ---- | ---- | ---- | ---- |
| Giro d’ItaliaGiro     | –    | –    | 127  | –    | 117  | –    | –    | –    | –    | –    | –    | –    | 107  | 136  | –    |
| Tour de FranceTour    | –    | –    | –    | 143  | –    | 114  | 112  | –    | 159  | 116  | 122  | –    | –    | –    | 114  |
| Vuelta a EspañaVuelta | –    | 131  | –    | –    | 138  | –    | 122  | 140  | –    | –    | –    | –    | –    | –    | –    |